# Championnat du monde d'échecs 1889

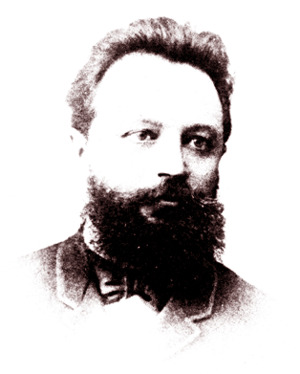
Mikhaïl Tchigorine

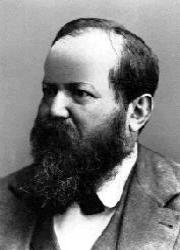
Wilhelm Steinitz

Le championnat du monde d’échecs 1889 s’est déroulé à La Havane (Cuba) où le champion Wilhelm Steinitz conserva son titre.
Premier champion du monde depuis son match de 1886 contre Johannes Zukertort, Wilhelm Steinitz remit son titre en jeu en 1889 contre le Russe Mikhaïl Tchigorine. Il s'agit bien d'une opposition de style entre Steinitz, qui fit de l'étude des échecs une science et prônait l'attaque motivée (par la présence d'une faiblesse adverse) au détriment de l'attaque à tout prix, et son challengeur, joueur agressif à l'origine de l'école soviétique qui régna au XXe siècle.
Le match se déroula à La Havane et était prévu en 20 parties.
1. Tchigorine - Steinitz : 1-0 (1-0)
2. Steinitz - Tchigorine : 1-0 (1-1)
3. Tchigorine - Steinitz : 1-0 (2-1)
4. Steinitz - Tchigorine : 1-0 (2-2)
5. Tchigorine - Steinitz : 0-1 (2-3)
6. Steinitz - Tchigorine : 0-1 (3-3)
7. Tchigorine - Steinitz : 1-0 (4-3)
8. Steinitz - Tchigorine : 1-0 (4-4)
9. Tchigorine - Steinitz : 0-1 (4-5)
10. Steinitz - Tchigorine : 1-0 (6-4)
11. Tchigorine - Steinitz : 1-0 (5-6)
12. Steinitz - Tchigorine : 1-0 (7-5)
13. Tchigorine - Steinitz : 1-0 (6-7)
14. Steinitz - Tchigorine : 1-0 (8-6)
15. Tchigorine - Steinitz : 0-1 (6-9)
16. Steinitz - Tchigorine : 1-0 (10-6)
17. Tchigorine - Steinitz : 1/2 - 1/2 (6-10)

Steinitz s'imposa 10 à 6 au terme d'un match très disputé (1 seule nulle) et conserva son titre.